# テイルズ オブ リバース
『テイルズ オブ リバース』（Tales of Rebirth、略称：TOR / リバース）は、2004年12月16日にナムコ（後のバンダイナムコゲームス）から発売されたPlayStation 2用RPG。2008年3月19日にはPlayStation Portableに移植された。

## 概要
『テイルズ オブ』シリーズの1つ。公称ジャンル名は「君が生まれ変わるRPG」。キャラクターデザインはいのまたむつみ。主題歌はEvery Little Thingの「good night」。
シナリオのテーマは異なる人種や民族間における共存と対立で、作中には「ヒューマ」と「ガジュマ」という対照的な特徴を持つ架空の人種が登場し、その共存と対立の姿を描いている。そのため終始、重みのある暗いテイストのストーリーとなっている。タイトルの「rebirth（再誕）」は「人間関係や種族関係の再構築」という意味合いで付けられた。「民族問題」というシナリオのテーマ発案は、メインシナリオを担当した平松正樹が民族間での対立が残るユーゴスラビアを旅行した経験に基づく。
戦闘システムはシリーズ作品の伝統的なリニアモーションバトルシステム (LMBS) をベースに、ラインを3本に増やすことで、2Dでありながら戦闘フィールドを立体的に表現した「3ライン・リニアモーションバトルシステム (3L-LMBS) 」。従来のシステムではHPと並ぶ重要なパラメータであったTPが本作では存在しない。
このほか、それまでは熱血の主人公や戦うヒロインが多かったが、今作では珍しく、主人公が無口で暗い性格であったり、ヒロインが戦闘に参加しないNPCになっている。

## ストーリー
病床に臥したラドラス王が、月夜の晩、何かに取り付かれたように自らのフォルスを開放し、死亡する。
世界中に光が降り注ぎ、フォルスが覚醒する人が続出。そして覚醒は暴走を引き起こし各地で大被害が起こる。のちに人々はこれをラドラスの落日と呼んだ。
スールズという小さな村でも、ヴェイグという青年が覚醒。氷のフォルスの暴走が始まり、ヴェイグを心配して近づいたクレアが氷塊に閉じ込められてしまう。
一年後、クレアの氷塊の前でうなだれているヴェイグの前に、マオとユージーンというフォルス能力者が現れる。
マオは炎のフォルスで簡単に氷を溶かしてクレアを救出。マオとユージーンはクレアの家で接待されることに。そこでヴェイグはマオとユージーンから話を聞く。
ユージーンはフォルス能力者を集めた軍隊『王の盾』の隊長だったが、ラドラスの落日にまつわる陰謀に気づき追放された。
マオは記憶喪失の少年で、フォルス能力を買われ『王の盾』に入隊したが、そのやり方に不信感を抱き、ユージーンにくっついて王の盾を脱走。2人は、王の盾に知られていないフォルス能力者を探す旅に出たという。
そこでヴェイグの噂を聞き、この村まで来たのだ。ヴェイグは仲間になってほしいと誘われるが、クレアのそばにいたい、と断る。
そこにカレギア軍を引き連れた『王の盾』の四星、サレとトーマのコンビが登場。
「この村で一番美しい娘をよこせ」と村人をフォルスの力を使って脅迫。ヴェイグたちを蹴散らし、クレアを誘拐してしまう。
ヴェイグはクレアを取り戻すため、マオとユージーンは誘拐の真意を含めた国の動きを探るため、3人はチームを組み旅立つ事に。
生まれ故郷スールズを離れたヴェイグは、旅の道中で人々の対立に触れ、それまで意識することの無かった種族の違いについて考えさせられることになる。

## システム

### 戦闘システム
本作の戦闘システム「3ライン・リニアモーションバトルシステム」は、従来のリニアモーションバトルシステムでは1本だった移動の軸となるラインを3本に増やし、戦闘フィールドの「奥行」を表現したシステム。戦闘フィールド上には3本のラインが平行に並んでおり、プレイヤーキャラクター、およびモンスターはライン上での前進、後退、跳躍による「前後上下」の動きに加え、ラインを乗り換える「手前から奥へ、奥から手前へ」という3次元的な移動が可能。
攻撃方法が通常攻撃と特殊攻撃である「術技」に大別されるのは従来のシステムと同様だが、TP（テクニカルポイント）を消費して術技を使用するこれまでのシステムは廃されており、術技の使用の際はフォルスゲージ（以下「FG」）と呼ばれる新たに導入されたパラメータが消費される。各キャラクターは術技がセットされるコマンド（十字キーの上下左右）に対応した4本のFGを持ち、術技を使うと対応するFGが全て消費される。FGは基本的に術技の効果を左右するものであり、大半の術技はFGの蓄積量と関係なく連発できる。また、FGは戦闘中の行動により随時回復するため、FGが全快でなければ使えない術技も1度の戦闘中に繰り返し使用できる。オート操作時でも4つまでしか術技をセットできない。
術技の使用に制限がなくなった一方で、本作にはいわゆるHP回復魔法がほとんど存在せず、回復アイテムのグミも高価格に設定されているため、戦闘中に任意のタイミングでHPを回復するのが難しい。その代わり、戦闘中に特定の条件を満たすと多少HPが回復するようになっている。FG全快で術技を使用した場合に発揮される効果の1つにHP回復の効果があるほか、味方の陣術で発生した孤法陣（後述）の中にいる間だけ徐々にHPが回復したり、隊列の組み方次第ではあるキャラクターのHP回復効果をほかの仲間と分け合うこともでき、HPの回復はこれらの条件を繰り返し満たすことで行うのが基本となる。
また、キャラクターの感情の高ぶりを示すラッシュゲージ（以下「RG」）というパラメータも新たに導入された。RGが高いほど、そのキャラクターは攻撃力が上がるが、防御力やHPの回復量は逆に低下してしまう。一方、RGが低いほど防御体勢が破られやすく、RGが一定以上蓄積していなければ上位の術技である奥義が発動しない。RGはダメージを与えたり受けたりすると上昇し、攻撃を防御したりすると低下するほか、特定のコマンドで任意に増減させることができるのが大きな特徴であり、必要に応じて適切な量に調節することが重要になってくる。
本作ではHit中に数値の隣にSLASH（斬撃）、BLOW（打撃）、SPIRIT（魔法攻撃）が表示される。

#### 術技形態
本作の術技はシステム上、特技、導術、陣術、錬術の4種類に大別される。また、上位の術技として奥義がある。この内、錬術と奥義はFGが全快でなければ使用できず、そのほかの術技も基本的にはFG全快で使用したほうが大きな効果を得られる。本作では全ての術技がHPの回復手段を兼ねているが、各術技には異なるHP回復力が設定されており、使用者の状態が全く同じでも使う術技によってHPの回復量は異なってくる。また、各術技には異なるFGの値が設定されており、基本的に高レベルの術技ほどFGの値が高く、FGが全快になるまで時間が掛かるようになっている。
特技は武器を用いた技、導術はいわゆる攻撃魔法で、どちらもFG全快でないと威力が低下する（特に導術は著しく低下する）。陣術は、戦闘フィールド上に「孤法陣」と呼ばれる円陣を発生させ、その中に入ったキャラクターに様々な効果を与える補助系統の術で、FGが全快でない状態で使用すると円陣の半径が狭くなる。錬術には使用者自身に特殊効果を付加するものが多いが、敵や自分以外の味方に効果を及ぼすものもある。錬術以外の下位の術技をある程度使い込むと、その術技から派生する奥義を修得できるようになる。各術技にはその術技から派生する奥義を1つセットすることができ、RGが一定以上蓄積した状態で、錬術以外の術技からの連携でFG全快の術技のコマンドを入力すると、その術技にセットされた奥義が発動する。
このほか、前衛キャラクターと後衛キャラクターが2人1組で発動する必殺技として「秘奥義」がある。従来の作品の秘奥義とは異なり、特定の条件を満たした上で敵に止めをさせる状況（敵が残り1体、相手がボスの場合は残りHPも条件に係わる）でしか使うことができず、使用できる状況はかなり限定される。逆に、秘奥義を使えるということは、使えば確実に戦闘を終わらせられるということでもある。

#### カスタマイズ要素
基本的なカスタマイズ要素として、戦闘によって経験値を得てキャラクターをレベルアップする方法と、装備品を変更する方法がある。装備品には攻撃力とFG回復力を上げる武器、防御力とHP回復力を上げる防具、特定の能力値を上昇させる宝石、特殊効果を付加する護符の4種類がある。武器と防具（以下「武具」）はキャラクターごとに装備できるものが異なり、宝石と護符は基本的に全キャラクター共用である。
本作は「エンハンス」と呼ばれるシステムを筆頭にアイテムをカスタマイズするシステムが充実している。戦闘に勝利すると装備中の武具にEP（エンハンスポイント）が蓄積され、これを武具が持つ各パラメータに割り振り、EPを割り振った能力を強化するのがエンハンスである。高レベルの武具ほど強化できる回数が多く、エンハンスで一定回数強化した武具には「潜在能力」と呼ばれる戦闘中に一定確率で発動する特殊効果が付加される。本作には最初から特殊効果や属性を持っている武具は存在せず、エンハンスでのみ特殊効果を持たせることができるが、どのような特殊効果が付加されるかは基本的にランダムである。このほか、エンハンスで強化した武具の強化の度合いを別の武具に継承させる「武具継承」や、2つの宝石を合成して別種の宝石や1ランク上の宝石を作る「宝石合成」などのカスタマイズ要素もあり、武具に属性を持たせるには特定のアイテムを使う必要がある。
また、術技のカスタマイズ要素として、術技にプラスアルファの効果を持たせる「フォルスキューブ」というカスタマイズ要素がある。各キャラクターはフォルスキューブ（以下「FC」）と呼ばれる立方体を1つ持っており、FCの頂点にはそれぞれ特殊効果が設定されている。FCを回転させ、十字キーの上下左右に設定された術技と、FCの頂点とを重ねることで、各術技に重なり合った頂点に設定されている特殊効果を付加できる。FCの特殊効果はFG全快の状態で術技を使用すると発揮され、効果を発揮させればさせるほど、その効果を向上させることができる。立方体を回転させ当てはめるという性質上、特殊効果の組み合わせが6通りに限定されるほか、複数の術技に同時に同じ特殊効果を付加することはできない。

#### GRADE
戦闘終了時に手に入る戦闘の評価点。クリアデータを用いてゲームを最初からスタートする際、GRADEを消費して様々な特典を付与した状態でゲームを開始できる。特定の条件を満たした状態で戦闘を終了すると一定量のGRADEを得ることができ、戦闘中にアイテムを使用すると得られるGRADEが数パーセント減少する。従来の作品と異なりあらゆる行動が加算、減算の対象となる訳ではなく、入手GRADEが0を下回ることはないが、同じ組み合わせの敵に対して同じ条件でGRADEが入手できるのは1度きりで、1度の冒険で入手できるGRADEの総数は限られる。

### 戦闘以外
戦闘以外のシステムは基本的に従来のシリーズ作品と大差は無いが、本作独自の改良も加えられているものもある。料理システムでは、各料理に稀に発動する効果「シークレットファクター」や、食材を配達してくれる食材調達施設のシステムなどが加えられた。チャットシステムには『テイルズ オブ デスティニー2』と同様の「スクリーンチャット」が採用され、次の行き先を示すチャットが何度も閲覧できるようになっている。ストーリーの本筋とは関係ないミニゲームも幾つか用意されており、フィールドマップ上に隠された各地の名物を見つけるミニゲーム「ディスカバリー」は後発の作品にも取り入れられている。
また、従来のシステムに本作の世界観を大きく反映させたものもある。例えば、従来のシリーズでは各ダンジョンの謎解きに「ソーサラーリング」という火の玉を撃ち出す指輪が使われていたが、本作にはそのアイテムは登場せず、各キャラクターが持つフォルス能力を駆使してダンジョンを進んでいく。また、ダンジョンマップ上の表示キャラクターを変更するシステムも本作では大きな役割を持っており、時期や場所次第では、表示されているキャラクターの性別や種族によって村人などから聞ける話の内容が異なったり、道具屋や宿屋などの施設が利用できなかったりする。

## 設定・用語

### 舞台背景
物語の舞台となるのは「カレギア王国」と呼ばれる世界全土を国土とする統一国家で、この王国には「ヒューマ」と「ガジュマ」という2つの人種が住んでいる。両人種は同じ「ヒト」として共存の道を歩んでおり、長らく平穏な時代が続いていた。しかし、1年前、名君と名高い国王ラドラス・リンドブロムの死と同時に世界規模での混乱が起きる。国王の変死と世界規模での異変とが同時に起きたこの日は「ラドラスの落日」と呼ばれ、1年が経過した現在もその混乱の爪痕が大きく残っている。
これまでのテイルズ オブ シリーズの世界と比すると、『テイルズ オブ ファンタジア』や『テイルズ オブ シンフォニア』の「魔科学」、『テイルズ オブ デスティニー』や『デスティニー2』の「レンズ」、『テイルズ オブ エターニア』の「晶霊学」のような特異な科学技術は存在しない。蒸気機関や熔炉を用いた製鉄技術などは確立しているものの、その普及は一部地域に留まっており、全体的に近代的、現代的な要素は少ない。

### ヒューマとガジュマ
カレギア王国に住む2つの人種。ヒューマはホモサピエンスの姿を持ち、ガジュマに比べ「知力に優れ体力に劣る」とされる。ガジュマは獣人の姿を持ち、ヒューマに比べ「体力に優れ知力に劣る」とされる。また、ガジュマは先天的にフォルス（後述）の力に敏感で、「ラドラスの落日」以前はフォルス能力が発現するのはほとんどガジュマであった。ガジュマの場合、牛のように角と蹄を持ったガジュマや、鳥のように嘴と羽毛を持ったガジュマ（あくまでヒトなので空は飛べない）など、さらに何種類かのガジュマがいるが、基本的にはガジュマというひとくくりの種族として認識される。
遥か昔、両人種は分かれて暮らしており、文明を発達させたヒューマが自然と共に暮らしていたガジュマに戦争を仕掛けた歴史がある。この戦争の結果として、世界は両人種が力を合わせなければ生きていけないほどに荒廃してしまい、これが共存の始まりとなった。基本的に共存の道を歩んでいる両人種であるが、全てにおいて上手くいっているわけでは無い。例えば、現在のカレギア王国では両人種の長所を活かす生活習慣が根付いており、どのような職場でも作業の効率化のため、頭脳労働をヒューマ、力仕事をガジュマが担っている（建築の場合、ヒューマが設計図を書き、ガジュマが工事を行う）ことが多いが、この傾向を「偏見に基づく悪習」と主張するガジュマもいる。また、基本的にタブーとされているヒューマはガジュマより（またはガジュマはヒューマより）優れているとする「種族主義」の思想を潜在的に抱く者は決して少数ではない。

#### ハーフ
カレギアではヒューマはヒューマ同士、ガジュマはガジュマ同士（ガジュマは外見が近いもの同士）が婚姻関係を結ぶのが普通であるが、稀に種族の垣根を越えて愛し合うヒューマとガジュマもおり、そのようなカップルの間に生まれた混血児を「ハーフ」と呼ぶ。ハーフの外見的特徴はヒューマに近いが、角や尻尾、耳など(場合によっては下半身そのもの)一部に親のガジュマの外見特徴が現れる。また、ハーフの角は凄まじいフォルスの源とされ、ハーフにフォルスが発現した場合、ガジュマを凌ぐ強力なものとなる。
前述通り、ヒューマとガジュマの婚姻自体が稀であることに加え、子供の頃のハーフは体が弱く死んでしまうことも少なくないため、カレギアにハーフはほとんど存在しない。また、無事成長した場合も、ヒューマでもガジュマでも無いという立場から双方の人種から排斥されるケースが多い。

### フォルス
「ヒト」の一部には、生命力と精神力を源とする超常的な事象を起こす力「フォルス」を扱えるものがいる。フォルス能力によって引き起こされる事象は、フォルス能力が発現した者によって大きく異なり、氷を操る「氷」のフォルスや、炎を操る「炎」のフォルスなど様々なフォルス能力が存在し、フォルス名も漢字一文字で統一されている。基本的には、先天的にフォルス能力に敏感であるガジュマにしか発現しないが、ごく稀にヒューマにも発現する。また、フォルス能力を発現する者自体が少なく、ラドラスの落日以前、カレギア全土でもフォルス能力者はせいぜい100人程度（内、9割以上がガジュマ）であった。
「ヒト」以外のものにフォルス能力が発現した場合、それは「バイラス」と呼ばれる怪物と化す。フォルスによるバイラス化は生物に限らず、鉱物やヒトの死体などがバイラス化することもある。多くのバイラスは凶暴で、稀に姿を現して騒ぎを起こす。高度な精神を持つ「ヒト」はバイラス化しないとされているが、一方で極度の情緒不安定に陥ることでフォルス能力が「暴走」することもある。暴走時のフォルス能力の規模と力強さは通常時の比ではなく、能力者によって制御もされていないため、周囲に甚大な被害を撒き散らし、能力者自身の身を滅ぼすこともある。

#### ラドラスの落日
物語開始の1年前、国王ラドラス・リンドブロムは、死に際に自らのフォルス能力「月」のフォルスを暴走させ、世界中にフォルスの力を飛散させた。結果、この光に触れた世界中の多くの「ヒト」がフォルス能力を発現させ、以降ヒューマ、ガジュマを問わず多数の「ヒト」がフォルス能力を有するようになった。また、フォルスをルーツとするバイラスもラドラスの落日を境に急増し、世界中の生態系に影響を及ぼすこととなった。
ラドラスの落日時には、突然のフォルス能力の発現によりフォルス能力を暴走させてしまった者が多く、首都バルカを中心としてフォルスの暴走による甚大な被害を及ぼした。これによりフォルス能力者はしばしば脅威の対象とされ、フォルスを暴走させた結果として人間関係が一変してしまった者も多く、ラドラスの落日の混乱の爪痕は未だ各地に影響を残している。

### 聖獣
世界を司る偉大な存在。万物を司る聖獣の王「ゲオルギアス」を筆頭に、地、水、火、風、光、闇を司る計7体の聖獣が存在する。シャオルーン曰く基本的に聖獣は不死身で、たとえ肉体が滅んだとしてもゲオルギアスやランドグリーズのように精神体として生きつづけることができるという。表立ってヒトに干渉することは無く、その存在は一般的に知られているものではないが、各地に聖獣が元となった伝承が数多く残っている。
遥か昔、ヒューマがガジュマに対して戦争を仕掛けた折、世界の安定のためにヒューマを殲滅すべきと唱えたゲオルギアスと、ヒューマとガジュマの対立は自然の営みの一部であり聖獣が干渉すべきではないとする6体の聖獣とが対立し、聖獣同士の激しい争いが起きた。過酷で激しい争いの末にゲオルギアスは6体の聖獣により封印されたが、これにより世界は荒廃し、ヒューマとガジュマはお互いに手を取り合わなければ生きていけなくなった。
聖なる王
カレギア王家に伝わる聖獣の伝承。聖獣王ゲオルギアスを「聖なる王」、6体の聖獣を「六人の聖者」として、遥か昔にあった人々の争いと聖獣の争いが伝わっている。初代カレギア王国国王ゴルドバが建国の儀を行ったとされるメセチナ洞窟に、この伝承に関する碑文が残されている。
蒼獣信仰
港町バビログラードに布教している宗教。信者は家族以外の異性と口を利くことは許されず、女性信者は素顔を晒すことも許されない。「蒼獣」とは「水」の聖獣を指している。

## 登場人物

### 主要人物
本作で『目的も生き方も異なる他人同士が仲間になることは簡単ではない』ことをリアルに描いた結果でヴェイグを含む6人全てが敵で戦闘する事になる。
公式主要人物順がヴェイグ、クレア、マオ、ユージーン、アニー、ティトレイ、ヒルダ、アガーテだが本項で戦闘員と非戦闘員で紹介。

#### 戦闘員
ヴェイグ・リュングベル (Veigue Lungberg)
声 - 檜山修之
18歳 / 身長183cm / 体重71kg / 一人称・オレ / 種族：ヒューマ
本作の主人公。カレギア北西部の山村スールズに住む長身の少年。大剣を携えた剣士で、三つ編みにした薄空色の長髪が特徴。幼少時に両親を亡くし、育ての親である祖父とも死別して以来、クレアの両親に引き取られて家族同然に育てられた。平穏な暮らしを送っていたが「ラドラスの落日」で「氷」のフォルスが発現し、暴走によりクレアを氷漬けにしてしまう。彼女を助け出すために手を尽くすがどうすることもできず、1年後にユージーンとマオがスールズを訪れるまで自分を責め続けていた（それ以来、彼は笑わなくなった）。また、その事件により、村人たちの恐怖の対象となっていた。
寡黙でクール、というより無口で少々暗い性格。周りから冷たい男と思われがちだが、心の奥底には熱いものを持ち、困っている人を放っておくことができない。ただ、一つの物事にとらわれすぎて周りが見えなくなる欠点もある。特にクレアに対しては実の妹のように思っていることに加え、「ラドラスの落日」の一件で強い贖罪の念を感じており、クレアのこととなるとその欠点が顕著になる。好物はポプラおばさんの焼いた「ピーチパイ」。
プレイヤーが最初に操作するキャラクターという事もあり、パーティキャラクターの中では最もバランスの取れた能力値を持ち、通常攻撃や術技、奥義のバリエーションに富む。一部を除けば通常攻撃の出は早くリーチも長めで、移動速度もパーティキャラクターの中では速い部類に入る。攻守に優れた万能キャラクターだが、術技は氷を利用した水属性のものが多く、水属性に強い敵は苦手という欠点を持つ。
マオ (Mao)
声 - 渡辺明乃
13歳（外見的特徴） / 身長153cm / 体重38kg / 一人称・ボク / 種族：ヒューマ（外見上）
「ラドラスの落日」により自身のフォルスを暴走させ、記憶を失った少年。火炎や熱風を行使する「炎」のフォルスの能力者。赤い髪と中性的な顔立ちが特徴。天真爛漫な性格で、記憶を失った事はさほど気にしていない。歌好きで即興で作詞をして歌っている（パーティ内では好評で、ヒルダ曰く天才）。ただし（渡辺は）口笛が吹けない（テイルズフェス2008より）。子供扱いされることが嫌い。口癖は「○○なんですけど」「なんてね」。決め台詞は「マオ○○の巻!」。「マオ」とは「無」を意味する古代カレギア語で、記憶を失った彼の名前としてユージーンが名付けた。
ラドラスの落日でフォルスを暴走させ、ユージーンに保護される。記憶のない彼にとってユージーンは父親のような存在であり、フォルス能力者であったことから王の盾の一員となるも、ユージーンが軍から追放されたとき、彼を追って軍を脱走した。ユージーンと共に各地を旅し、「ラドラスの落日」の真相と自身の記憶を探っている。
炎、風、闇の属性の導術を修得する導術使い。導術の効果にはクセのあるものが多いが、総じて詠唱時間は短め。奥義の性能は全体的に高い。また、移動速度はパーティキャラクターの中で2番目に速く、トンファーを用いた通常攻撃はヒット数が多く接近戦もこなせる。
真の名は「オルセルグ」（古代カレギア語で「汚れなき瞳」または「無邪気な目」という意味）といい、聖獣達が彼の目や耳を通してヒトの世界を観察するために創り出した存在。「火」を司る聖獣フェニアによって生み出され、フェニアとは実質親子のような関係でもある。記憶喪失ではなく、元より記憶は存在しなかった。髪の色はフェニアから受け継がれた。
今作では彼が民家などにある料理をつまみ食いすることでレシピを覚えるようになっている。また、マオはプレイヤーが最初に戦うキャラクターでもある。
ユージーン・ガラルド (Eugene Gallardo)
声 - 石塚運昇
40歳 / 身長193cm / 体重108kg / 一人称・俺 / 種族：ガジュマ
かつて「王の盾」の隊長を務めていた、黒豹に似た外見と長い弁髪が特徴のガジュマの戦士。武器や鎧の強度を上げたり、物理的な質量を持ったエネルギーを発したりできる「鋼」のフォルスの能力者。武勇とその外見から「カレギアの黒豹」の異名をとり、ガジュマの間では最高の戦士として名高い。常に落ち着いた物腰で冷静に状況を判断でき、また知識も豊富で思いやりも深い。仲間たちにとっては父親のような存在で、厳しくも優しくパーティを引っ張っていく、とても頼れる大黒柱。身だしなみにも気を使うタイプ。口癖は「質問に質問で返すのは感心せんな」。
「ラドラスの落日」後の混乱の最中、ドクター・バース殺害の容疑でカレギア軍を追放され、以後「ラドラスの落日」に端を発した不可解な事件の真相を知るため各地を旅している。また、有事の際に対応するために仲間となるフォルス能力者を探しており、ヴェイグの噂を聞きつけてマオと共にスールズを訪れる。その武勇から、カレギア軍を離れた現在も彼を慕うカレギア将兵は多い。
途中でユリスの思念にとらわれ、ヒューマに対し殺意に等しい憎しみの想いを抱く。一時は暴走寸前まで追いやられるも、ヴェイグ達の助けにより「鎮魂錠」を服用して抑えられる。しかしそれだけでは実は完全には振り払われておらず、ゲーム終盤で密かにずっと思念に耐えていたことが判明する。
パーティキャラクターの中で最もHPと攻撃力が高く、槍を武器とするためリーチも長い。ヴェイグ同様に接近戦を得意とするが、移動速度は遅いので、自分から敵に接近するよりも近付いてくる敵を迎撃するのが向いている。物理攻撃に対する防御力は高いものの、術防御力とHP回復力はパーティメンバーの中で最も低いため、強力な術攻撃を受けたり前線で戦い続けると窮地に陥りやすい
アニー・バース (Annie Barrs)
声 - 矢島晶子
15歳 / 身長155cm / 体重40kg / 一人称・わたし / 種族：ヒューマ
先代カレギア王ラドラスの主治医であったドクター・バースの一人娘。雲を生み出して雨や雪を降らせる「雨」のフォルスの能力者。偉大な父親に憧れを抱き、自らも医者になることを目指し勉学に励んでいたが、「ラドラスの落日」後の混乱時に父を失う。父の仇を討つために、ドクター・バース殺害の容疑で軍を追われたユージーンを追ってヴェイグ達の前に現れる。だがユージーンの態度に疑問を感じ、ユージーンの人物像を見定めるために同行することになる。その後、ウォンティガの試練で父親の死の真相を知り、ユージーンと和解した。
ユージーンに対する憎しみが高じてガジュマという種族そのものを嫌っているが、本来は優しく教養深い少女。大人の女性や恋愛に憧れる年齢相応の一面もあり、ヒルダを姉のような存在として慕っている。また、恋愛小説を好んでよく読む。牛乳と怖い話が苦手。日記をつけるのが日課なのだが、旅の途中で落としてしまったのかストーリー終盤にてヨッツアが日記を所持している（お楽しみ要素として、ガルドを支払えば読むことができる）。
杖で弧法陣を描く陣術の使い手。味方の能力値を上昇させると同時に特定の状態異常を解除する術と、敵味方のパラメータを変動させる雨を降らせる奥義を修得する。全体的にパラメータが低く、武器の攻撃力は高いものの、移動速度と攻撃の動作が遅い。また、術技も味方をサポートするものがほとんどであるため攻撃には向かず、仲間のサポートに徹するのが適している。なお、FG全開時の使用によるHP回復ではなく、直接的にHPを回復する効果を持った術技は、アニーの奥義「ヒール・レーゲン」のみである（蘇生術は習得できる）。元々医者志望である為に戦闘訓練を積んでおらず、攻撃手段は杖を振るか「D・レーベン」を使用するくらいしかない。敵の際には投げナイフで攻撃してくるが、仲間になってからは使用しない。
ティトレイ・クロウ (Tytree Crowe)
声 - 山口勝平
17歳 / 身長178cm / 体重69kg / 一人称・おれ / 種族：ヒューマ
工業都市ペトナジャンカの製鉄工場で、姉のセレーナと一緒に働いている青年。植物を操る「樹」のフォルスの能力者。口数が多く冗談が好き。明るく前向きで、曲がったことが大嫌い。姉のことが大好きで、近寄る男を追い払うこともしばしば。マオにシスコンとからかわれるが、本人はただの姉想いのつもり。理想のタイプは姉のような女性で、ヒルダのことが気になっている。料理が得意だが辛いものが苦手で、カレーや麻婆豆腐に蜂蜜を入れて甘口にしたりする。料理番組のように星の数で物事を評価する（最高は5つ星）。
ペトナジャンカを「王の盾」が占拠しセレーナを誘拐した際にフォルス能力を暴走させ、製鉄工場を自身の植物で覆い尽くしてしまう。その事件がきっかけでヴェイグ達と出会い、王の盾に攫われたセレーナを取り返すために無理矢理ヴェイグ達に同行する。ラドラスの落日でフォルスの暴走を起こさず、セレーナ誘拐事件まで能力者である事を周囲に隠していた。ガジュマとヒューマは平等だという想いが特に強く、種族間の差別を目の当たりにして悩むことが多かった。
格闘技用のグローブと左手に装備したボウガンで戦う格闘家。移動速度と攻撃の動作が非常に速く、素早い動作による接近戦を得意とする。また、通常攻撃や大半の技のリーチは短いが、ボウガンを用いた射撃系の技はリーチが長く、遠くの敵を攻撃することもできる。一方、同様に接近戦を得意とするヴェイグやユージーンと比較するとHPと防御力が低めで、常に前線で戦うのではなく、素早い動作を活かしたヒット&アウェイの戦いを得意とする。
ヒルダ・ランブリング (Hilda Rhambling)
声 - 大原さやか
21歳 / 身長168cm / 体重48kg / 一人称・私 / 種族：ハーフ（父がヒューマ、母がガジュマ）
カレギア軍「王の盾」に所属する、ヒューマとガジュマの間に生まれたハーフ（ネタバレを避ける為に、このゲームの取り扱い説明書ではヒューマという事になっている）。紫電を発し自在に操る「雷」のフォルスの能力者。外見はヒューマに近いが、偶蹄類のような耳と赤い角を持ち、角は半ばから折れている。幼い頃からハーフであることを理由に周囲から疎外されていたため、ハーフであることに対し強いコンプレックスを持っており、耳と角をターバンで隠している。トーマ直属の部下で、同じハーフであるミリッツァとは親しい間柄。冷たい口調で他人に皮肉を浴びせ周囲との馴れ合いを極端に嫌う一方、孤独にも苛まれ常に自分の居場所を探している。物心付く前からタロットカードを所持しており、タロット占いとチェロの演奏が得意。お酒が大好き。口癖は「ぶつよ」。
好意を寄せていた男性にハーフであることを理由に拒絶された過去があり、その際にパニックを起こしてハーフのフォルスの源といわれる角を折ってしまう。それ以来ハーフであることへのコンプレックスが強まり、「純粋なヒト（ヒューマかガジュマ）の体」を手に入れることを望むようになる（角と耳をターバンで隠すようになったのもこの頃）。「純粋なヒトの体を手に入れることができる」というトーマの言葉を信じてトーマの命令に従い続け、当初はヴェイグ達の敵として現れるが、トーマの言葉が嘘だったと知り、成り行きからヴェイグ達に同行するようになる。
水、地、光の三属性の導術の使い手。攻撃範囲とヒット数に優れた導術を覚え、術攻撃力もパーティ中最高だが、その分詠唱時間は長めである。また、タロットカードを手裏剣のように投げて攻撃する通常攻撃はリーチは長いものの動作が遅く、移動速度もパーティ中で最も遅いため、同じ導術使いであるマオのように接近戦に対応するのは難しい。通常の術にクセがあり奥義が強いマオとは逆に、ヒルダは通常の術が強く奥義にクセがある。なお、彼女のタロットカードの攻撃力はティトレイに星4つの評価を得ている（暴走したヴェイグの攻撃が3つ星半なので、相当強い）。

#### 非戦闘員
クレア・ベネット (Claire Bennett)
声 - 安田未央
17歳 / 身長163cm / 体重45kg / 一人称・わたし / 種族：ヒューマ
本作のヒロイン。緑色の瞳に綺麗な金髪を持つ（劇中でもそれを示唆される）スレンダーな少女。優しく、気立てよく、意志の強い娘。ヴェイグに対し大きな信頼を寄せる一方、ヴェイグに頼り切りになることは無く、自身の力で状況を打開しようとする。「ラドラスの落日」に暴走したヴェイグのフォルスで氷漬けにされてしまう。1年後、マオのフォルスによって氷柱から解放されるも、その直後スールズに現れた四星のサレとトーマに誘拐されてしまう。
誘拐されてカレギア城に招かれた後、アガーテの「月」のフォルスで体を入れ替えられてガジュマの体になり、さらには見知らぬ土地へと飛ばされてしまう。しかし、そんな境遇に立たされても常に前向きに生き続け、ヴェイグを追って各地を転々とする。そしてその過程、ベルサスの街でアガーテとして行った演説が、このゲームのテーマである種族の違いに決着を付ける答えを導く切っかけをヴェイグ一行に与えることになる。
ザピィ (Zaphie)
声 - 住友優子
種類：ノースタリアケナガリス（体毛は橙）
主要マスコット。クレアの家族のノースタリアケナガリス。「マフマフ」という愛称で親しまれていて、地方によって色が違う。ノースタリアケナガリスは普通のヒトには懐かないが、ザピィはヒトに慣れており、特にクレアとヴェイグに懐いている。そのため、よくヴェイグの肩に登ってくる。クレアとアガーテが入れ替わってた事に最初から感付いてた。
アガーテ・リンドブロム (Agarte Lindblum)
声 - 篠原恵美
20歳 / 身長165cm / 体重43kg / 一人称・わたくし / 種族：ガジュマ
本作のもう1人のヒロイン。カレギア王ラドラスの1人娘。比較的ヒューマに似た顔立ちだが、猫のような大きな耳と尻尾を持つ。父王亡き後、略式の戴冠式を経て若くしてカレギア国女王の位に就く。突然王位を継ぐことになったため、まだ王としての自覚に欠けている。種族の異なるミルハウストに恋心を寄せるが、ミルハウストはアガーテの想いを受け入れなかった。その原因が種族の違いであると思い込み、以降ヒューマの体を切望するようになる。
王位継承の後、ジルバの提案により「聖なる王（聖獣王ゲオルギアス）」の力によってラドラスの落日以来の混乱を治めると同時に、ヒューマと体を入れ替えることを決意し、「王の盾」にカレギア中の美しいヒューマを捕らえるよう命令する。そして、入れ替わる体としてクレアを選び、カレギア城でゲオルギアス復活の儀式を執り行い、それと同時にクレアと自分の体を入れ替え念願のヒューマの体を手に入れる。しかし、そこに彼女の望んだ幸福は存在せず、カレギアの混乱もさらに深まる結果となってしまう。それから自らの行いを心から悔やみ、各地を転々とし、その過程で人種同士の対立に触れ、徐々に女王としての自覚を持つようになる。
王家に代々伝わる「月」のフォルスの能力者。他者と体を入れ替える、他者のフォルスを覚醒させるなど、様々な力を行使することができる。
『テイルズ オブ ザ レイズ』では、プレイヤーキャラに昇格。

### カレギア王族・関係者
ラドラス・リンドブロム (Ladras Lindblum)
60歳 / 身長186cm / 体重78kg / 種族：ガジュマ
一年前、原因不明の病で急逝したカレギア王国の先王でアガーテの父。死に際に「月」のフォルスを暴走させ、世界中に飛散した彼のフォルスはカレギアでフォルス能力者とバイラスを急増させた。王の死と発生した世界規模の異変から彼の死は「ラドラスの落日」と呼ぶ。
一般的に病死とされるが、真実は「月」のフォルスでジルバに体を乗っ取られたドクター・バースによる病死に見せかけた毒殺。死の際にジルバの計略に気付き、計略に対抗するフォルス能力者を増やす為に「月」のフォルスを暴走させたのが「ラドラスの落日」の真相であった。
ミルハウスト・セルカーク (Milhaust Selkirk)
声 - 三木眞一郎
28歳 / 身長185cm / 体重72kg / 種族：ヒューマ
カレギア王国正規軍の将軍。フォルスの力は無いが「命技」と呼ばれる剣術と鋭敏な精神で軍の最高位まで上り詰める。
カレギアに忠誠を誓い、将軍の身でありながら世界中を駆け回っている。国民と部下達の信頼は厚く人気は高い。「ラドラスの落日」から各地で起こるヒューマとガジュマの争いを鎮圧する為にヴェイグ達と会う事になる。
アガーテを愛しているが、カレギアとアガーテへの忠誠心で自分の気持ちを押し殺している。
ドクター・バース / ケビン・バース (Dr.Barrs / Kevin Barrs)
声 - 市川治
種族：ヒューマ
アニーの父親。本名は「ケビン・バース」。「ラドラスの落日」からユージーンに殺されたことが原因でアニーはガジュマを嫌うようになる。「命に色はない」という信念を持ち、この言葉は多くの若い医師達の道標であると共に、アニーを大きく成長させる命題となる。
死の真相は「月」のフォルスで彼の体を乗っ取ったジルバが、「ユージーンを殺害させバースに罪を着せる」「ユージーンにバースを殺害させカレギア軍から追放する」計略だった。ユージーンはジルバに体を乗っ取られたバースを苦渋の決断で手に掛け、ジルバの計略通りカレギア軍から追放された。バースがユージーン殺害直前に剣を右手で左手の掌に叩く癖を見せ、この癖が原因で全ての黒幕がジルバだと知るきっかけになった。
ジルバ・マディガン (Zilva Madigan)
声 - 真柴摩利
37歳 / 身長175cm / 体重58kg / 種族：ガジュマ
アガーテの側近。ラドラスの死後、政治に疎いアガーテに代わり国政を一手に取り仕切っている。また、追放されたユージーンに代わり、王の盾の隊長も務めている。右手で所持してる物を左手の掌に叩く癖がある。表向きは穏やかで礼儀正しい性格をしているが、終盤で見せる本性は口調がタメ口になり、狂気に満ちた性格である。
ガジュマを至上とする種族主義者であると同時に王家の血縁に連なる「月」のフォルスの能力者。実は本作の黒幕でヒューマを滅ぼし、ガジュマだけの世界にすることとカレギア王国の実権を握るために邪魔者となるラドラス、アガーテ、ユージーンの排除を企む。しかし、その目的故にユリスに操られてしまう。「月」のフォルスでドクター・バースの体を乗っ取り、ラドラスの死、ユージーン追放の後はアガーテのミルハウストの想いを利用してヒューマと体を取り替えることと「ラドラスの落日」から混乱を治めるために「聖なる王」ゲオルギアスを復活させる事を吹き込み、アガーテをカレギア城から追い出すこととゲオルギアスによるヒューマの殲滅を企む。ゲオルギアスによるヒューマの殲滅は失敗に終わるが、アガーテはカレギア城の儀式で行方不明になり、ジルバはカレギア軍の実権を握る事に成功した。
獣王山でヴェイグ達の前に現れ自分が黒幕であることと目的を明かし、ヴェイグ達と戦闘するが、死闘の末敗北してヴェイグ達を罵倒して死亡。最後まで自分がユリスに操られてる事に気付かなかった。
ドネル (Donnell)
種族：ガジュマ
王の盾の兵士。土や岩を自在に操る「土」のフォルスの能力者で、地面に潜ったり、土で作った人形を操ったりできる。王の盾に攫われた娘を追うヴェイグ達を抹殺するべく、バビログラードへの山道で襲い掛かる。何かにつけて言葉の頭に「ド」を付けるクセがある。ヴェイグ達の抹殺は失敗に終わるがドネル自身も一命は取りとめ、物語を進めるとキョグエンに姿を現す。記憶喪失になった模様で独特の口調はそのままだが大人しくなっている。

### 王の盾
カレギア王国には主に2つの軍隊が存在する。1つは正規の軍隊であり、もう1つはフォルス能力者で構成された国王直属の特殊部隊「王の盾」である。王の盾は時に危険因子となるフォルス能力者を手元に置くことで管理するのと同時に、その能力を活かして危険人物の暗殺など表沙汰にできない任務を請負う役割を担う。そのため、長らくその存在は一般大衆には秘されてきたが、ラドラスの落日以後、爆発的に増加したフォルス能力者への対処のため、徐々に表舞台に姿を現しつつある。

#### 四星
王の盾の中でも特に秀でた戦闘能力を持つ、4人のフォルス能力者。
サレ (Saleh)
声 - 菊池正美
24歳 / 身長169cm / 体重54kg / 種族：ヒューマ
四星唯一のヒューマ。「ラドラスの落日」以前からフォルス能力を持ち、その能力が四星になれるほど高かったという、ヒューマとしては稀な存在。同じく四星のトーマと行動を共にしている。ヒトを痛めつけたり傷つけたりすることで喜びを感じる残虐で冷酷非情な性格。カレギア城でヴェイグ達に敗れてからはその性格がさらに顕著になり、ヴェイグ達の「心」を屈服させるべく執拗に付け狙うようになる。好物はワインとブルーベリージャム。特にジャムは、パンにはつけずそのまま食べるのが彼の嗜好らしい。
暴風を巻き起こす「嵐」のフォルスの能力者で、フォルス能力による風の導術を得意とする。レイピアを使った剣術も相当なもので接近戦の戦闘能力も侮りがたい。こちらがグミを使用すると、ラズベリーグミで自分を回復する。変装も得意である。
獣王山にて他の四星らと共にヴェイグ達を迎え撃ち、敗北する。ヴェイグらには殺されなかったが、ジルバの命令でヒューマを憎むトーマに背中から刺される。しかし死に際にトーマを刺し、道連れの形で死亡した。
『テイルズ オブ ザ レイズ』では、プレイヤーキャラに昇格。
トーマ (Tohma)
声 - 郷里大輔
38歳 / 身長192cm / 体重126kg / 種族：ガジュマ
バッファローのような外見のガジュマ。何事も力で捻じ込めようとする傾向がある。引力と斥力の両極の力を操る「磁」のフォルスの能力者。敵の攻撃や動きを制限したり、弾き飛ばしたり、逆に引き寄せたりと用途は多彩。
サレとチームを組んで行動することが多いのは、王の盾への忠誠心を持たないサレが暴走しないように監視するためであるが、彼自身もサレに負けず劣らずの残忍な性格で、特にヒューマに対しては何の感情ももたずに痛めつける種族主義者でもある。また、フォルスの相性がよいというのも、サレとチームを組んでいる理由の一つらしい。自分の手駒として、強力なフォルスを持つハーフを従えている。
鍛え上げられた肉体から威力十分の拳を見舞うパワーファイターで、強靭な肉体から繰り出される、豪快かつ力強い一撃は圧倒的な破壊力。回避に失敗すると防御状態でもダメージを受けてしまう。
獣王山にて他の四星らと共にヴェイグ達と戦うが返り討ちにあう。その後、ジルバの命とヒューマを憎む心からサレを刺す。しかし直後に反撃を受け、事切れる。
なお、ジルバ、サレ、トーマの3人には、性格が歪んでしまうような「悲しい生い立ち」などは一切ない。
ワルトゥ (Walto)
声 - 大塚芳忠
44歳 / 身長178cm / 体重48kg / 種族：ガジュマ
蝙蝠に似た外見を持つガジュマ。ある音を媒介に、ヒトに暗示を掛ける「音」のフォルスの能力者。操られたヒトは、ワルトゥの命令を果たすか、媒介となった音をもう一度聞くことで暗示が解かれる。また、音そのものはフォルスではないため暗示が掛けられている者からはフォルス反応がない。
身軽に地上・上空から超音波による攻撃を繰り出したり、仕込み杖による居合いを得意とする。
カレギア王国への忠誠心が強く任務の達成を絶対とする反面、操ったヒトに傷を負わせないという紳士的なポリシー（証拠湮滅のためでもあるが）の持ち主でもある。ユージーンとは長い付き合いで、今でも彼を信用している場面が幾度と見られる。切に国の行く末を憂い、ユージーンが再び「王の盾」に戻ってくるよう説得する。
獣王山にて他の四星らと共に戦うも破れ、ユージーンに説得される。
名前付きの技を持っておらず、PSP版では他の四星の大技にカットインが追加されている中、彼のみ追加されなかった。
ミリッツァ (Militsa)
声 - 水谷優子
23歳 / 身長163cm / 体重46kg / 種族：ハーフ
ユージーンが軍を追われてから四星の座に着いた、四星の紅一点。ヒューマとガジュマの間に生まれたハーフで、ヒルダ同様にハーフの特徴である角と偶蹄類のような耳を持つ。同じハーフということもあり、ヒルダとは幼馴染のように育ってきた。ヒルダ同様にハーフであるがゆえの辛い幼少時を過ごしたためか、目に光がなく無口で感情を表に出すことが少ない。王の盾のみがハーフである自分の居場所であると信じ、命令を忠実に遂行する。「ミリッツァ」は古代カレギア語で「愛」の意味。
光を操る「虹」のフォルスの能力者。光の屈折を利用した分身術や、光によって異空間を作り出したり、光の波動で敵をはじき飛ばしたりなどのトリッキーな戦術を得意としている。陣術も扱える。得物は双剣。
獣王山にて他の四星らと共闘するが敗北。説得されたワルトゥを裏切り者として殺そうとするが、ヒルダに前述の名前の意味、そして生きる事を諭され、ワルトゥに連行される。

#### 漆黒の翼
ギンナル、ドルンブ、ユシア
声 - 浜田賢二（ギンナル）、増岡太郎（ドルンブ）、前田このみ（ユシア）
種族：ヒューマ
王の盾に所属する兵士。ギンナル、ドルンブ、紅一点のユシアの3人組。「四星に認められたエリート」を自称しているが、実際は新参者でドジが多い。サブイベントでの登場人物でしかなかった従来作品の「漆黒の翼」と異なり主人公を助けたりと本編の物語にも係わってくる。「翼」の部分を出会うたびに「牙」「爪」「鍵」など変えているが、最終的には「翼」で落ち着く。

### 聖獣
聖獣達は普段はそれぞれの属性を表す色の球体に姿を変えている。
シャオルーン (Shaorune)
声 - 朴璐美
「水」を司る無邪気な性格の聖獣。ヒトへの興味・好奇心は聖獣随一で、少年のような幼い喋り方をする。鱗の無い龍のような姿で顔はイヌに近く、巨大な宝玉を抱えている。バビログラードの宗教「蒼獣信仰」の「蒼獣」はシャオルーンを指している。
彼のその人なつっこい性格ゆえにヴェイグに水の力を授けた後は強引にヴェイグらの旅に同行することになる。それ以降は移動手段としてシャオルーンを利用出来るようになり世界の各所に飛んで移動できるようになる。
球体の色は蒼。契約の証は水のアクアマリン。
ランドグリーズ (Randgriz)
声 - 筈見純
「地」すなわち大地を司る老齢の聖獣。年老いた亀のような姿で、中華風の法衣を着ている。聖獣の中でも長老の位置にいるが、彼の肉体は既に昔に滅んでおり現在は精神体と化している。また、時の束縛を受けない身となっているため、世界の歴史を見守りその全てを記憶にとどめている。肉体があった時は世界中の海を泳ぎ旅していたため、彼を目撃した伝説の海賊アイフリードは後に「幻の島」と呼び生涯の記録に残している。その後、ランドグリーズの骸はサニイタウンの土台となった。モデルは「玄武」。球体の色は黒。契約の証は地のブラックダイヤ。
フェニア (Fenia)
声 - 兵藤まこ
「火」を司る穏やかな性格の聖獣。破壊の力ではなく、誕生・起源の力としての火を司る。着物を着た女性の姿で、腕から先が翼になっている。ピピスタの町では「聖なる鳥」と呼ばれ崇められている。マオの生みの親でもある。
球体の色は赤。契約の証は火のルビー。
ウォンティガ (Wontiga)
声 - 大川透
「風」を司る理知的な性格の聖獣。どんな物事にも決して私情を挟まない。仮面を被った「白虎」をモデルとした容姿。球体の色は白。契約の証は風のダイヤモンド。
イーフォン (Eephon)
声 - 中田譲治
「闇」を司る荒々しい雰囲気の聖獣。力を用いた物事の解決を好む。ガジュマの上半身と獅子の胴体を持つケンタウロスのような姿で、巨大な剣を携えている。ラジルダでは「闇の力」として言い伝えられており、ヒューマにとっては聖なるもの、ガジュマにとっては忌むべきものとされている。モデルは「獅子」。球体の色は緑。契約の証は闇のエメラルド。
ギリオーヌ (Gilione)
声 - 一城みゆ希
「光」を司る聖獣。物事に対して突き放した態度をとるが、しかし無関心ではいられないという二律背反な性格。モデルは「麒麟」であり、姿形もストレートに麒麟を彷彿とさせる。その住処であるアルヴァン山脈の麓にある環状列石遺跡が「不思議な力に満ちた遺跡」として言い伝えられている。球体の色は紫。契約の証は光のアメジスト。
ゲオルギアス (Geyorkias)
声 - 堀内賢雄
聖獣たちの上に君臨する聖獣王。体が二股に分かれた金色の龍で、多数の翼を持つ。遥か昔、6体の聖獣によって封印されたが、カレギア城でアガーテが執り行った儀式により復活し、ヒューマの殲滅を宣言する。以降、カレギア全土でガジュマ達がヒューマへの敵愾心を剥き出しにするようになり、自然と種族間の対立が深まり、ラドラスの落日以来の混乱はさらに深まる結果となる。
遥か昔、ヒューマがガジュマに対して戦争を仕掛け、戦争によって世界中で負の感情が高まり、負の感情の化身である怪物ユリスが生まれる可能性が出たため、片方の種族を消し去り争いを終結させようと考えヒューマの殲滅を唱えた（殲滅の対象がガジュマではなくヒューマだったのは、ヒューマが仕掛けた争いであるため）。しかし、6体の聖獣はこの意見に賛同せず、ゲオルギアスは6体の聖獣により封印された。また、世界中の負の感情は聖獣達により浄化され、ヒューマとガジュマは共存の道を歩み始めた。
しかし、ゲオルギアスが封印された時、既にユリスは誕生しており、ゲオルギアスは封印されながらもユリスを抑えていた。それから長い時が流れ、カレギア城での儀式により不完全ながらも復活し、ユリスが目覚める前にと再びヒューマの殲滅を謳うも、儀式の場に居合わせたヴェイグたちに倒される。これによりゲオルギアスがユリスを抑えることが不可能となり、結果、ユリスの思念が世界中に飛散してガジュマ達の負の感情が高まってしまう（子供や老人には思念の影響は薄いらしい）。
球体の色は金色。

### その他のキャラクター
マルコ・ベネット、ラキヤ・ベネット
声 - 水内清光（マルコ）、堀越真己（ラキヤ）
種族：ヒューマ
クレアの両親。マルコが父、ラキヤが母。ヴェイグが7歳の頃、天涯孤独の身となったヴェイグを引き取り、息子同然に育ててきた。お互いに姿の見えない真っ暗な洞窟の中で出会い、姿を見る前にお互い惹かれあったという馴れ初めを持つ。クレアとアガーテが入れ替わっていたことに気づいていた。
ポプラ
声 - 滝沢ロコ
種族：ガジュマ
クレア、ヴェイグの近所に住むおばさん。ピーチパイが得意で近所でも評判が良く、ティトレイ曰く、「5つ星でも足りない」。集会場で開かれるピーチパイパーティーはスールズの定番行事となっている。ヴェイグのことを幼い頃から知っており、クレアとベネット夫妻を除けば、ヴェイグが心を開いている数少ない人物。また、思念が飛び散る以前からヴェイグ達と関わったガジュマの中で思念に取り憑かれてしまった稀な例でもある。その際はヒューマであるヴェイグを罵り拒絶してしまったが後に強く後悔しヴェイグ達に今まで愛情を注いできた自分と思念により歪んだ感情を持っている自分に葛藤してしまう。その後ヴェイグ達の説得によりピーチパイを焼き、スールズの住人全員が打ち解けることができた。
スティーブ
種族：ヒューマ
スールズで武器屋を営む青年。ヴェイグの友人。
モニカ
種族：ヒューマ
スールズに住む少女。クレアの友人。王の盾がスールズを訪れた際、自身の言動からクレアが目を付けられたことで責任を感じている。
ドクター・キュリア
声 - 引田有美
種族：ヒューマ
ミナールに住む女医。国王に認められた特殊な医師免状を持つ優秀な医者で、国の要請を受けて別の土地へ出向くこともある。若い頃にドクター・バースの講義を受けたことがあり、その時から彼を尊敬している。母に捨てられたミーシャを引き取り、助手として働かせている。ミーシャを拒絶したアニーに憤慨し、彼女に失望する。以来、アニーには辛くあたるが、後に彼女が改心したことにより態度を改める。
ミーシャ
声 - 佐藤ゆうこ
種族：ガジュマ
ドクター・キュリアの助手である少年。ラドラスの落日に低級のバイラスを操ることができる「牙」のフォルスに目覚め、フォルス能力を恐れた母親に捨てられてしまった。そのときの母親の拒絶がトラウマになっている。アニーに拒絶された際にフォルス能力を暴走させてしまい、それが彼女を傷つける要因となってしまう。まだ子供であり思念が飛び散る以前から交流があったためか再会したときは思念の影響を受けた様子は一切なかった。
セレーナ・クロウ
声 - 荒木香恵
21歳 / 種族：ヒューマ
ペトナジャンカに住むティトレイの姉。ティトレイと一緒に工場で働いていた。セレーナを慕う男は多いが、セレーナに近づく男がいるとティトレイが追い払っている。容姿が美しいため王の盾に誘拐されてしまうが、他の誘拐された人を落ち着かせるなど、クレアと同じく強い心を持った女性。種族でヒトを判断するようなことも無い。
フランツ
声 - 楠見尚己
種族：ヒューマ
「世界七大まぼろし」と呼ばれる謎を追い求め、世界各地を冒険する冒険家。特効薬となる角を持つ幻のバイラスや、幻の庭と呼ばれる場所など、世界七大まぼろしの情報を提供する形でヴェイグ一行の手助けをする。
オックスとダナ
声 - 笹沼晃（オックス）
種族：ヒューマ（オックス）、ガジュマ（ダナ）
バルカの玄関口と呼ばれる港町バビログラードに住む、ヒューマとガジュマのカップル。ヒューマはヒューマ同士、ガジュマはガジュマ同士結婚するというカレギアの通念に加えて蒼獣信仰の戒律により、人前で会うことはできず肩身の狭い思いをしている。
ヨッツア
声 - 山崎たくみ
種族：ガジュマ
国家の重要機密から近所の噂話まで扱うガジュマの情報屋。通称「カレギアの辞書」。昔、王城に忍び込んで見つかった時にユージーンに助けられた過去があり、ユージーンの頼みを断れない。現在も懲りずにたびたび王城に侵入して情報を集めている。
ジベール
声 - 長克巳
種族：ヒューマ
首都バルカに住む謎の紳士。情報屋のヨッツアと交流があり、裏の世界で顔が利く人物。ユージーンの頼みを受けたヨッツアの引き合わせによってヴェイグ一行と会い、クレアを救うための王城侵入の手引きを行う。
ハック
声 - 白石稔
種族：ヒューマ
ジベールの元で考古学を研究している若者。最近は聖獣関連の伝承について調べており、聖獣の力を捜し求めるヴェイグたちの手助けをする。
ナッツ
種族：ガジュマ
王の盾の兵士。ユージーンの退役後、サレとトーマの強引なやり方に反発したため、バルカの収容所に捕らえられた。
イゴル
種族：ヒューマ
ラジルダのヒューマの長、イーガの息子。王の盾がラジルダを訪れ女性を攫って行った際に抵抗したためバルカの収容所に捕らえられた。居住区画がヒューマとガジュマで分けられているほど種族間の対立が激しいラジルダでは珍しく、ガジュマに対し特に嫌悪感を持っていない気のいい男。ラジルダ崩壊後はキョグエンにいる。
ドバル
声 - 石井康嗣
種族：ガジュマ
ツルベナ荒野にあるガジュマの街・ピピスタの酋長を務める男。ハックと手紙のやり取りをするなど、以前はヒューマに対してもある程度の理解を示していたようだが、現在はヒューマに対し強い嫌悪感を持っており、住民のガジュマにもその傾向が見られる。ストーリー終盤ではガジュマ達を姿で分け階級をつけている（彼同様角のあるガジュマは特等民、羽のあるガジュマは優良民、それ以外のガジュマは二級民、更にヒューマは劣等民）。なお、ピピスタにヒューマが住んでいないのはドバルの意志ではなく、単にツルベナ荒野の環境がヒューマの生活に適さないためである。
ワン・ギン
種族：ヒューマ
キョグエンの街に住む富豪。全体的に裕福な住民が多いキョグエンの中でも一番の有力者。「金で買えないものはない」という持論の持ち主で、ヒューマ・ガジュマの違いを気にすることは無いものの、それは「金があれば人の命さえどうとでも出来る」「種族の別など何の意味もない」という過剰な拝金主義から来るもので、周囲の者からは嫌われており、後にその言動が元で惨めな最後を迎えることになる。珍しい品を各地から集めては定期的に各地の富豪を呼び寄せてオークションを開催している。彼の死後、ユリスの領域内にあるグリュンヘルデで彼によく似た男が道具屋として登場するが関連は不明。
スカラベ
声 - 田口昂
種族：ヒューマ
ベルサスの街の町長。知的に優れたヒューマがガジュマの上に立つべきという考えを持つ種族主義者。あからさまにガジュマを嫌悪しており、王の盾によって娘が攫われて以来その傾向が一段と強くなっている。そのためか、ヒューマの住民にもガジュマを見下す傾向があり、ベルサスに住むガジュマ達はスラム街での生活を余儀無くされている。
スージー・クエス
種族：ヒューマ
ベルサスの街の町長・スカラベの娘。父親と違い、特にガジュマに対して嫌悪感は持っていない。クレア同様に王の盾に攫われ、王城から逃げ出した。追っ手に追われていた所をヴェイグ達に助けられる。
ナイラ
声 - 速見圭
種族：ガジュマ
ヒルダの母親である占い師の女性。サニイタウンの実業家の青年アムジル（声 - 岡崎雅紘）との間にヒルダをもうけるが、ハーフの手駒を欲するトーマに夫を殺されヒルダを攫われてしまう。以来、ヒューマとガジュマのカップルが多く住むモクラド村に住んでいる。
トッポとレイ
種族：ガジュマ
ピピスタに住むガジュマの子供。トッポは熊の容姿の男の子、レイは鳥の容姿の女の子。二人共仲良しでよく一緒に遊んでいたが階級制度が出来て一緒に遊べなくなってしまいどうにかするよう村から離れ「聖なる鳥」にお願いをする。その後はヴェイグ達に説得され村のみんなに話をしようとするが全く聞いてもらえず怒ったレイは「羽があるから仲良く出来ない」と思い自分の羽を切り落とそうとする。
ユリス
本作の黒幕でラストボス。ヒトの持つ負の感情が集合・具現化した存在。ゲオルギアスを遥かに上回る真っ白な巨体に2本の腕と1対の翼を持ち、所々にヒトの体の部位のような意匠が見受けられる。ヒトの悲鳴のようなおぞましい鳴き声を上げ、口から分身のユリスアイを出す。世界中のヒトに自らの思念を飛ばすことで負の感情を増大させ、それを糧としてさらに強大になってゆく。やがて自らの領域を作り出し、それを徐々に広げると同時に世界を侵食、この世の全てを無に帰す。自我は持たず、負の感情をそのまま本能とする。
遥か昔、ヒューマとガジュマの争いが激化したことで世界中で負の感情が高まり生まれ、長年にわたりゲオルギアスに封じ込められて来た。しかし、ラドラスの落日以前から徐々に世界中で負の感情が増し、それにより徐々に力をつけたユリスはゲオルギアスに抑えられつつも種族主義者だったジルバを操り、ゲオルギアスの名を騙りヒューマの殲滅へと踏み切らせた。そして、カレギア城の儀式がきっかけでゲオルギアスから解き放たれた。
サイグローグ
北方の地にある謎の洋館・サイグローグの館の主人。道化師のような格好をしている。サイグローグの館は全60階層のエクストラ（ストーリー上、立ち寄る必要のない）ダンジョンで、途中で「泥」のフォルスの能力者・クローネルや、本編に登場したボスが本編ではあり得ない組み合わせで出現する。
PS2版『テイルズ オブ デスティニー』にも本編クリア後に行ける隠しダンジョンの導き手として出演している。

## PlayStation Portable版
2008年3月19日発売。以下はその変更点。
- ストーリーがある程度進むとミナールの体育館に闘技場が追加され、その賞品として新たなアイテムが追加されている。
- イラスト本の追加。
- 秘奥義のカットイン追加。
- イベントの追加。
- 戦闘難易度にPS2版の最高難度「UNKNOWN」よりも高い「GOD」の追加。
- PS2版では非売品だったアップルグミが購入可能になった。
- 町やダンジョンでの移動速度が速くなった。
- 中断データが、ロード後も維持されるようになった。
- グレードショップに新たな項目が追加された。
- シャオルーンでの移動中のBGMが短くなっている。

### ドラマチックDVD ピーチパイ篇
PSP版の初回特典DVD。チャットドラマ 〜テイルズ オブ リバース再誕記念篇〜、声優インタビュー、「ポプラおばさんのピーチパイ」の作り方などが収録されている。
チャットドラマ 〜テイルズ オブ リバース再誕記念篇〜
「2004年に発売されたTORの、PSPへの移植」をテーマにしたチャットドラマ。2004年のTORの発売日から3年間、自身のフォルス能力で（何故か）コールドスリープについていたヴェイグの元へ、マオ、ユージーン、ティトレイの3名がTORのPSPへの移植を伝えにいくという展開からスタートする。
3年間コールドスリープについていたため時代の移り変わりを全く知らないヴェイグ、これまでの特典DVDでのヴェイグのキャラクター、PSP版の追加要素などを話題としてドラマが展開する。
声優インタビュー
上記チャットドラマに出演するキャラクター（ヴェイグ、マオ、ユージーン、ティトレイ、サレ、ミルハウスト）の担当声優へのインタビュー。
「ポプラおばさんのピーチパイ」の作り方
タイトル通り、ピーチパイの作り方がポプラの解説入りで収録されている。レシピと調理行程はフィクションではなく、実際にピーチパイを作れるもの。

## 評価
PS2版の初週売上は37万本と好調な出足となった。
PS2版はThe 8th CESA GAME AWARDS FUTUREを受賞。また、50万本以上出荷したタイトルに贈られるPlayStation Awards 2005ゴールドプライズを受賞した。

## 関連作品

### 小説
テイルズ オブ リバース
著者は結城聖、イラストはいのまたむつみ・松竹徳幸。スーパーダッシュ文庫より刊行。基本的に原作に準じたストーリーだが随所でイベントの展開が異なるアレンジがあり、それに伴って多少の設定変更がある。また、出版社の言語表現の関係上、ヒューマとガジュマの混血児を指す言葉として「ハーフ」ではなく「混じり者」という言葉が用いられている。
1. 落日の世界 ISBN 4-08-630228-4
2. 聖なる王と二つの魂 ISBN 4-08-630229-2
3. 再誕 ISBN 4-08-630233-0

テイルズ オブ リバース
著者は矢島さら、イラストはいのまたむつみ。ファミ通文庫より刊行。
- 第一話 落日の瞬間（らくじつのとき） 上 ISBN 4-7577-2172-2
- 第一話 落日の瞬間 下 ISBN 4-7577-2253-2
- 第二話 偽りの再誕（いつわりのとき） 上 ISBN 4-7577-2360-1
- 第二話 偽りの再誕 下 ISBN 4-7577-2434-9
- 第三話 新たなる時代（あらたなるとき） ISBN 4-7577-2511-6

### ドラマCD
- テイルズ オブ リバース 第1巻 アガーテとクレア
- テイルズ オブ リバース 第2巻 聖なる力を求めて
- テイルズ オブ リバース 第3巻 憎しみの連鎖
- テイルズ オブ リバース 第4巻 再誕する世界

### 漫画
ているず おぶ の食卓〜消えたピーチパイの秘密〜
『ビバ☆テイルズ オブ マガジン』2015年10月号に掲載。作画はK。ゲームに登場する料理「ピーチパイ」をテーマとする作品。
この他、スクウェア・エニックスからアンソロジーコミックと4コマ漫画が3巻ずつ、一迅社からアンソロジーコミックと4コマ漫画が1巻ずつ、マッグガーデンからアンソロジーコミックが1巻刊行されている。

## 関連商品

### 書籍
- テイルズ オブ リバース 公式コンプリートガイド ISBN 4-902372-05-3
- テイルズ オブ リバース ファイナルマニアックス 〜カレギア見聞録〜 ISBN 4-7577-2233-8
- テイルズ オブ リバース ガイドブック（Vジャンプ編集部） ISBN 4-08-779309-5

### サウンドトラック
- 「テイルズ オブ リバース」オリジナル・サウンドトラック（絶版）

## 他のシリーズ作品との関連
テイルズ オブ ザ ワールド なりきりダンジョン3（2005年1月6日発売）
シリーズキャラクター共演作品。ヴェイグとクレアが戦闘には参加しないゲストとして登場。
テイルズ オブ ジ アビス（2005年12月15日発売）
水の聖獣シャオルーンの像がタイトル画面に存在する。また、ヴェイグとヒルダの秘奥義セルシウス・キャリバーと同名の武器が登場する。
テイルズ オブ デスティニー（PS2版）（2006年11月30日発売）
本作品のパーティキャラクターであるウッドロウが各地でヴェイグと間違われるというサブイベントがある。同サブイベントでは、直接登場はしないものの各地で本作の戦闘メンバー6名の話を聞くことができる。また、このサブイベントを最後まで進めると、ハイデルベルグ城という場所にヴェイグ、アニー、アガーテの肖像画が掲げられる。
このほか、CGシーンにザピィが登場したり、ユージーンの弁髪やアガーテの王冠を模したコレクターアイテムや、ヒルダと同じターバンを被ったモンスターなど、『テイルズ オブ リバース』をモチーフにした様々なものが登場する。詳細はテイルズ オブ デスティニーの登場キャラクターを参照。
テイルズ オブ ザ ワールド レディアント マイソロジー（2006年12月21日発売）
シリーズキャラクター共演作品。ユージーンがプレイヤーキャラクターとして、アニーがノンプレイヤーキャラクターとして登場。
テイルズ オブ シンフォニア -ラタトスクの騎士-（2008年6月26日発売）
火の聖獣フェニアが鳥系のモンスターとして登場し、本作品のシステムにより仲間として一緒に戦うことができる。
テイルズ オブ ヴェスペリア（2008年8月7日発売〈Xbox 360版〉、2009年9月17日発売〈PS3版〉）
バイラス「リブガロ」が関係するシナリオが本編上に存在する。PS3版ではマオの衣装がリタのコスチュームとして、ミルハウストの衣装がカロルのコスチュームとして登場する。
テイルズ オブ ハーツ（2008年12月18日発売）
戦闘に参加しないキャラクターが術技を使って戦闘に参加するキャラクターを支援するシステムにおいて、特定の条件を満たすとマオとティトレイが登場する。
テイルズ オブ ザ ワールド レディアント マイソロジー2（2009年1月29日発売）
シリーズキャラクター共演作品。ヴェイグ、マオ、ユージーン、アニーがプレイヤーキャラクターとして、クレアがノンプレイヤーキャラクターとして登場。
テイルズ オブ バーサス（2009年8月6日発売）
シリーズキャラクター共演作品。マオとユージーンがプレイヤーキャラクターとして登場。特典DVDにサレが登場。
テイルズ オブ グレイセス（2009年12月10日発売）
闘技島「ライオットピーク」にて、ヴェイグと戦闘することが可能。こちらでは秘奥義セルシウス・キャリバーを単独で発動する。また、ピーチパイが料理として登場する。
テイルズ オブ ザ ワールド レディアント マイソロジー3（2011年2月10日発売）
シリーズキャラクター共演作品。ヴェイグ、マオ、ユージーン、アニー、ティトレイがプレイヤーキャラクターとして、クレアとサレがノンプレイヤーキャラクターとして登場。
テイルズ オブ イノセンス R（2012年1月26日）
ユージーンの衣装がリカルドのコスチュームとして登場。
テイルズ オブ ザ ヒーローズ ツインブレイヴ（2012年2月23日発売）
シリーズキャラクター共演作品。ヴェイグとティトレイがプレイヤーキャラクターとして登場。
テイルズ オブ ザ ワールド タクティクス ユニオン（2012年7月2日配信）、テイルズ オブ ザ ワールド レーヴ ユナイティア（2014年10月23日発売）
シリーズキャラクター共演作品。『タクティクス ユニオン』ではヴェイグ、『レーヴ ユナイティア』ではさらにアニーがプレイヤーキャラクターとして登場。
テイルズ オブ ザ レイズ（2017年2月28日配信）
シリーズキャラクター共演作品。ヴェイグ、クレア、マオ、ユージーン、アニー、ティトレイ、ヒルダ、アガーテ、ミルハウスト、サレが登場。